# Киннаман, Мелинда
Мелинда Розали Киннаман (швед. Melinda Kinnaman; род. 9 ноября 1971 года) — шведско-американская актриса.

## Жизнь и карьера
Киннаман родилась в Стокгольме (Швеция) у американских родителей Ди и Стива Киннамана. Ее единокровный брат, Юэль Киннаман, также является актёром.
В возрасте тринадцати лет она дебютировала в актерском мастерстве, изображая сорванца Сагу в знаменитом фильме 1985 года «Моя собачья жизнь», режиссером которого является Лассе Халлстрем. С 1991 по 1994 год она получила образование в Шведской национальной академии Мима в Стокгольме. С тех пор она состоит в составе ансамбля в Королевском драматическом театре в Стокгольме и играла главные роли во многих классических произведениях, таких как Ифигения в «Ифигении в Авлиде» (1995), Бьянка в «Укрощении строптивой» (1997), Аня в «Черри. Орчард» (1997), Эстель в «За закрытыми дверями» (Сартр, 2000), Мари в Войцеке (2003), Джессика в «Венецианском купце» (2004) и Мартирио в «Доме Бернарды Альбы» (2008). В 2011 году она сыграла скрипачку в «Дуэте для солиста».
Она также развивала акробатические навыки и работала с театром, переплетенным с современным цирком. В 1994 году выступила в Королевском драматическом театре с магическим произведением Роберта Лепажа в пьесе Августа Стриндберга «Игра сновидений». Она еще больше продвинулась смелой акробатической постановкой в пьессе Шекспира Ромео и Джульетта (2002).
В Копенгагене она принимала участие в фильмах Шекспира «Буря» и Х. К. Андерсена «Русалочка». Она даже участвовала в постановках современного танца в Стокгольме.
На сцене, на экране и на телевидении она работала в главных ролях со многими выдающимися личностями, такими как Бо Видерберг в «Пути змей» (1986), «Отец и Хедвиг» Августа Стриндберга в «Дикой утке» Генрика Ибсена (1989), Ханс Альфредсон в «Времени волка» (1988), Колин Натли в британско- шведском сериале «Дорога к дому» (1989), Ингмар Бергман и Даниэль Бергман в «Воскресных детях» (1992), а также с современными драматургами, такими как Ларс Норен и Хеннинг Манкелл В 1999 году она снималась в главной роли в международном фильме «Мария, мать Иисуса» с Перниллой Август.
В 2015—2017 годах она играла ведущую роль Ингер Johanne Vik, в криминальной психологии в шведском телевизионном психологическом триллере.